# Дрино
Дри́но (Дри́нос; алб. Drino, греч. Δρίνος) — река на юге Албании и северо-западе Греции, левый приток Вьосы. Образуется при слиянии рек Кувара (Κουβαρά) и Йифтопотамос (Γυφτοποταμος) северо-западнее греческой деревни Ктизмата в общине (диме) Погони на северо-западе периферийной единицы Янина в периферии Эпир. Йифтопотамос в месте слияния с Куварой по мосту пересекается европейским маршрутом E853 (национальной дорогой SH4), который проходит вдоль левого берега Дрино. Исток Кувары находится близ деревни Ставроскьяди (Σταυροσκιάδιον). Исток Йифтопотамоса находится близ деревни Лавдани (Λάβδανη). Пересекает государственную границу западнее греческой деревни Хрисодули и северо-западнее албанской деревни Какания в округе Гирокастра. По албанской территории течёт по равнине Дропули (алб. Fush’ e Dropullit) между хребтов Люнджерисе (алб. Mali i Lunxhërisë) на востоке и Гера (алб. Mali i Gjerë) на западе.
У реки Дрино есть множество притоков, самые крупные из которых:
- левые: Ксерия (алб. Lumi i Kserjes), Мейне, Белица (Кардики, алб. Lumi i Kardhiqit)
- правые: Суха (алб. Lumi i Suhës), Нимиса

Юго-восточнее города Тепелена впадает во Вьосу.
На левом берегу находятся села Ергуцати (алб. Jergucat), Терихати (алб. Terihat), Дервичани (алб. Derviçan) и город Гирокастра. На правом берегу долины Дрино в горах находятся руины античного города Антигония.